# Barbara Clegg
Pour les articles homonymes, voir Clegg.
Barbara Diana Clegg, née le 1er mars 1926 à Manchester (Royaume-Uni) et morte le 7 janvier 2025, est une actrice et scénariste britannique.

## Vie et carrière
Clegg est née à Manchester, en Angleterre, le 1er mars 1926. Ses parents sont Herbert Clegg et Ethel Moores, sœur de John Moores, fondateur de l'empire Littlewoods, et ils dirigent une usine de fabrication de fleurs artificielles à Manchester. Elle passe ses premières années à Gatley.
Après avoir obtenu un diplôme d'anglais à l'université d'Oxford, Clegg décide de faire carrière dans le théâtre. Ses débuts en tant que doublure l'amènent à jouer des rôles plus importants, notamment celui de Cléopâtre face au César de Cyril Luckham au Liverpool Playhouse. Une tournée très médiatisée en Australie avec Katharine Hepburn suit, avec des pièces telles que Le Marchand de Venise, mais à ce stade, Clegg cherche à passer à la télévision, un média où elle gagne plus d'argent avec des rôles dans Emergency Ward 10 et The Dream Maker. Elle commence alors à écrire des scénarios et, en 1961, contribue à sept scénarios pour le feuilleton télévisé Coronation Street.
Après avoir écrit pour plusieurs feuilletons radiophoniques et télévisés, notamment pour Crossroads et une dramatisation radiophonique de The Chrysalids, Clegg est invitée à soumettre des idées pour la série télévisée de science-fiction Doctor Who en 1981. Son scénario, intitulé The Enlighteners, met en scène une race venue de l'espace et utilisant des voiliers anachroniques. Le rédacteur en chef de Doctor Who, Eric Saward, décide d'utiliser l'histoire de Clegg comme dernière partie d'une trilogie de trois histoires, connue officieusement sous le nom de Trilogie du Gardien Noir, car elle implique le retour du Gardien Noir. 
Pour intégrer The Enlighteners à la trilogie, certaines parties de l'histoire sont réécrites à la demande de l'équipe de production et les Gardiens Noir et Blanc sont remplacés les « Enlighteners » prévus à l'origine. Le titre ne pouvant plus faire référence à ces entités, l'histoire est rebaptisée Enlightenment. Clegg est la première femme à écrire un feuilleton pour Doctor Who.
Ce feuilleton reste la seule commande à Barbara Clegg pour Doctor Who, d'autres idées de scénario étant rejetées par Saward, et plus tard par Andrew Cartmel. Cependant, l'une de ces idées, Point of Entry, est plus tard écrite comme un script complet par Marc Platt et publiée dans le cadre de la série de Big Finish, Doctor Who : The Lost Stories. Une autre idée, The Elite, est publiée en 2011.
En 1993, elle écrit un livre sur la vie de son oncle John Moores, intitulé The Man Who Made Littlewoods, qui est publié cinq semaines avant sa mort.
Elle meurt le 7 janvier 2025, à l'âge de 98 ans.